# بنیامین دومینگز
بنیامین دومینگز (انگلیسی: Benjamín Domínguez؛ زادهٔ ۱۹ سپتامبر ۲۰۰۳) بازیکن فوتبال اهل آرژانتین است که برای باشگاه فوتبال بولونیا در پست وینگر بازی می‌کند.